# Stemonitis axifera
Stemonitis axifera, auf Deutsch mitunter als Gemeines Fadenkeulchen oder Gemeines Fadenstäubchen bezeichnet, ist ein weit verbreiteter und häufiger Schleimpilz aus der Familie Stemonitidae.

## Merkmale
Die Fruchtkörper (Sporokarpe) wachsen büschelig in dicht stehenden Gruppen. Sie sind hell rostbraun gefärbt, gestielt und besitzen eine zylindrische Form. Der Stiel ist manchmal bogenförmig nach außen geneigt, so dass der Umriss der Gruppe halbkugelig erscheint. Die Sporenkapseln (Sporokarpien) sind vor allem am unteren Ende spindelförmig verjüngt. Sie werden 4–10 mm hoch und 0,3–0,6 mm breit. Die Gesamthöhe mit dem Stiel beträgt 6–18 mm.
Die häutige Unterlage (Hypothallus) ist der Gruppe gemeinsam und besitzt einen silbrigen Glanz. Im durchfallenden Licht erscheint sie zur Stielspitze hin braun bis dunkelbraun und weist eine faserige Struktur auf. Zum Rand hin ist sie hellbraun bis fast farblos, durchscheinend und kaum strukturiert. Der Stiel ist röhrig hohl und ähnelt Rosshaar. Er ist 2–8 mm breit und an der Basis trichterig erweitert. Er ist schwarz und glänzend, im durchfallenden Licht dunkelrotbraun bis undurchsichtig schwarz. Die Hülle (Peridie) verschwindet schnell und ist daher nicht zu beobachten. Die Verlängerung des Stiels (Columella) reicht bis zur Spitze der Sporenkapsel (Sporokarpie), wobei sie sich mit zunehmender Höhe gleichmäßig verjüngt. Sie ist undurchsichtig schwarz und erscheint im durchfallenden Licht schwarzbraun bis schwarz. Das Haargeflecht (Capillitium) geht von der gesamten Columella aus und bildet ein dreidimensionales Netz, das im durchfallenden Licht braun bis dunkelbraun erscheint. Bis zum Außenbereich werden 2–3 Maschen gebildet. Die einzelnen Fäden sind 2–6 µm dick, aber teilweise häutig verbreitert. Das Oberflächennetz ist glatt, hellbraun bis braun gefärbt und besteht aus Maschen von 3 bis 40 µm Größe, die im Umriss unregelmäßig sind. Die einzelnen Fäden sind 0,5–2 µm dick. Die Sporen erscheinen in Masse rostbraun, im durchfallenden Licht rostbraun bis nahezu farblos. Sie messen 5–7, manchmal 8 µm im Durchmesser und sind mit sehr feinen Warzen bedeckt.
Das Plasmodium ist weiß oder gelb.

## Artabgrenzung
Stemonitis axifera ist durch die recht großen Sporokarpien und die kleinen, feinwarzigen Sporen gekennzeichnet. Kleine Fruktifikationen sind äußerlich schwer von S. smithii zu unterscheiden. Diese besitzt ein dichteres inneres Capillitiumnetz und ein Oberflächennetz mit dornartigen Auswüchsen.

## Ökologie und Verbreitung
Stemonitis axifera wächst auf Laub- und Nadelholz gleichermaßen. Das Substrat bildet dabei die Borke als auch Totholz aller Phasen der Vermorschung. In Bodennähe gehen die Fruktifikationen gelegentlich auf die Streu über. Vergesellschaftungen wurden mit Vertretern der Gattung Arcyria, Comatricha elegans, C. nigra, Cribraria cancellata, Lamproderma arcyrionema, Licea biformis, Lycogala conicum, dem Blutmilchpilz (Lycogala epidendrum s. l.) Physarum globuliferum, P. nutans, P. psittacinum, Stemonitis fusca, Stemonitopsis typhina, Trichia decipiens, T. favoginea und T. scabra beobachtet. Stemonitis axifera fruktifiziert von Mai bis September, vor allem zwischen Juni und August. Vereinzelt ist sie auch im Oktober und November zu finden.
Stemonitis axifera wird mitunter von verschiedenen Parasiten befallen. Darunter bekannt sind Acremonium spec. (Anamorphe von Nectriopsis candicans), Acrodontium myxomycetiocola, Gliocladium roseum, Verticillium rexianum und Mucor hiemalis.
Die Art ist weltweit verbreitet und in Mitteleuropa häufig anzutreffen.